# Saint-Agathon
Saint-Agathon (en bretó Sant-Eganton) és un municipi francès, situat a la regió de Bretanya, al departament de Costes del Nord. L'any 1999 tenia 1.783 habitants.

## Demografia
| 1962                                       | 1968 | 1975  | 1982  | 1990  | 1999  |
| ------------------------------------------ | ---- | ----- | ----- | ----- | ----- |
| 899                                        | 890  | 1.106 | 1.331 | 1.453 | 1.783 |
| Des de 1962: població sense dobles comptes |      |       |       |       |       |

## Administració
| Període   | Identitat       | Partit |
| --------- | --------------- | ------ |
| 2001-2008 | Daniel Goudigan |        |
| 2008-     | Lucien Mercier  |        |